# Elatostema welwitschii
Elatostema welwitschii là loài thực vật có hoa trong họ Tầm ma. Loài này được Engl. mô tả khoa học đầu tiên năm 1902.